# Scherma ai Giochi della I Olimpiade - Fioretto maschile

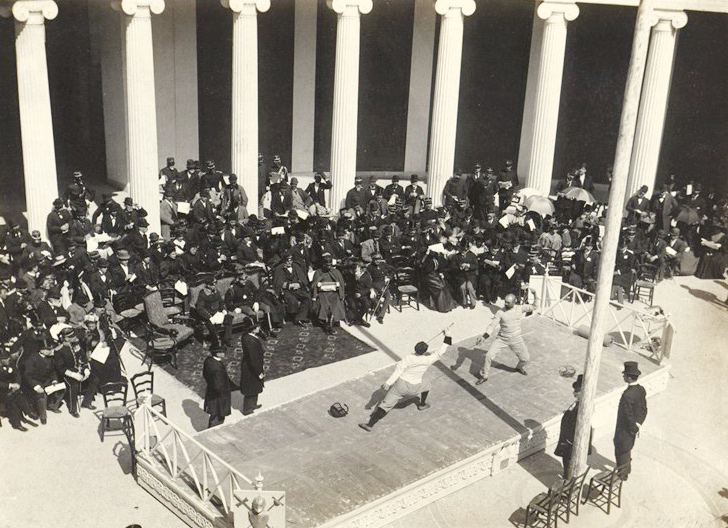
La finale del torneo di fioretto alle Olimpiadi di Atene 1896

La gara del fioretto dei Giochi della I Olimpiade fu uno dei tre eventi sportivi, riguardanti la scherma dei primi Giochi olimpici moderni, tenutosi ad Atene, il 7 aprile 1896.
Hanno partecipato alla competizione 8 atleti provenienti da due nazioni. La gara, che si tenne nello Zappeion di Atene, era riservata ai soli atleti maschi, come tutte le competizioni dell'Olimpiade di Atene 1896.

## Risultati
Gli otto partecipanti vennero divisi in due gruppi; i due fiorettisti che risultavano vincitori nei loro gironi si incontrarono in finale, mentre Pierrakos-Mavromichalis si classificò al terzo posto in virtù dei migliori risultati (2-1) avuti nei turni eliminatori.

### Gruppo A
| Match | Vincitore                        | Toccate | Sconfitto                        |
| ----- | -------------------------------- | ------- | -------------------------------- |
| A1    | Periklīs Pierrakos-Mauromichalīs | 3-1     | Henri de Laborde                 |
| A2    | Henri Callot                     | 3-2     | Iōannīs Poulos                   |
|       |                                  |         |                                  |
| A3    | Periklīs Pierrakos-Mauromichalīs | 3-0     | Iōannīs Poulos                   |
| A4    | Henri Callot                     | 3-1     | Henri de Laborde                 |
|       |                                  |         |                                  |
| A5    | Henri Callot                     | 3-1     | Periklīs Pierrakos-Mauromichalīs |
| A6    | Henri de Laborde                 | 3-1     | Iōannīs Poulos                   |

#### Classifica
| Piazz. | Nazione | Atleta                           | TF | TS | V | P |
| ------ | ------- | -------------------------------- | -- | -- | - | - |
| 1      | Francia | Henri Callot                     | 9  | 4  | 3 | 0 |
| 2      | Grecia  | Periklīs Pierrakos-Mauromichalīs | 7  | 4  | 2 | 1 |
| 3      | Francia | Henri de Laborde                 | 5  | 7  | 1 | 2 |
| 4      | Grecia  | Iōannīs Poulos                   | 3  | 9  | 0 | 3 |

### Gruppo B
| Match | Vincitore                      | Toccate | Sconfitto                      |
| ----- | ------------------------------ | ------- | ------------------------------ |
| B1    | Kōnstantinos Komnīnos-Mīliōtīs | 3-1     | Geōrgios Valakakīs             |
| B2    | Eugène-Henri Gravelotte        | 3-2     | Athanasios Vouros              |
|       |                                |         |                                |
| B3    | Athanasios Vouros              | 3-1     | Geōrgios Valakakīs             |
| B4    | Eugène-Henri Gravelotte        | 3-2     | Kōnstantinos Komnīnos-Mīliōtīs |
|       |                                |         |                                |
| B5    | Eugène-Henri Gravelotte        | 3-1     | Geōrgios Valakakīs             |
| B6    | Athanasios Vouros              | 3-0     | Kōnstantinos Komnīnos-Mīliōtīs |

#### Classifica
| Piazz. | Nazione | Atleta                         | TF | TS | V | P |
| ------ | ------- | ------------------------------ | -- | -- | - | - |
| 1      | Francia | Eugène-Henri Gravelotte        | 9  | 5  | 3 | 0 |
| 2      | Grecia  | Athanasios Vouros              | 8  | 4  | 2 | 1 |
| 3      | Grecia  | Kōnstantinos Komnīnos-Mīliōtīs | 5  | 7  | 1 | 2 |
| 4      | Grecia  | Geōrgios Valakakīs             | 3  | 9  | 0 | 3 |

### Finale
Nella finale, i due francesi imbattuti si affrontarono. Gravelotte vinse di misura.
| Match | Vincitore               | Toccate | Sconfitto    |
| ----- | ----------------------- | ------- | ------------ |
| F     | Eugène-Henri Gravelotte | 3-2     | Henri Callot |

## Classifica finale
| Posizione | Atleta                           | Paese   |
| --------- | -------------------------------- | ------- |
|           | Eugène-Henri Gravelotte          | Francia |
|           | Henri Callot                     | Francia |
|           | Periklīs Pierrakos-Mauromichalīs | Grecia  |
| 4         | Athanasios Vouros                | Grecia  |
| 5         | Henri de Laborde                 | Francia |
| 5         | Kōnstantinos Komnīnos-Mīliōtīs   | Grecia  |
| 7         | Geōrgios Valakakīs               | Grecia  |
| 7         | Iōannīs Poulos                   | Grecia  |